# Ivy Priaulx Rainier
Ivy Priaulx Rainier   (Howick, 3 de febrer de 1903 - Bessa e Sant Anastasía, 10 d'octubre de 1986) va ser una compositora musical sud-africana nascuda a la província de Natal, pàtria de la tribu zulú, la cultura musical i folklore de la qual va influir en la seva obra.

## Biografia
Ivy Priaulx Rainier va estudiar violí durant deu anys i el 1920 va ser becada per continuar els seus estudis amb aquest instrument en la Rosegui Academy of Music, a Londres, on va tenir com a professors Rowsby Woof, violinista i pedagog musical, autor de nombrosos llibres sobre l'estudi del violí, i John Blackwood McEwen, compositor i pedagog, director de la Royal Academy of Music. En 1935 va sofrir un greu accident automobilístic després del qual va decidir dedicar-se a la composició musical, i es va traslladar a París, on va conèixer i va ser alumna de Nadia Boulanger.
La seva composició no es basa en l'escala tonal. Va ser la primera autora que va compondre música atemàtica a Gran Bretanya. La influència del folklore zulú i el seu afany a no seguir pautes acadèmiques li van fer crear una música molt marcada per la seva gran curiositat cultural i científica. En la seva època a Londres no se li saben amistats amb músics sinó que es va relacionar més amb escriptors com David Gascoyne (poeta autor d'un llarg poema anomenat Requiem, obra per a la qual va compondre una obra); pintors, com Lucien Freud; ballarins, com Pola Nirenska o escultors, com Barbara Herworth. Va ser aquesta última artista qui va influir decisivament en l'activitat de Rainier. Va estar amb ella en el seu centre de dinamització artística de St. Ives, li va dedicar una de les seves composicions principals (Aequora Lunae), va compondre la música d'una pel·lícula documental sobre l'experiència en St. Ives, anomenada Cornwall, que es va presentar en el festival de Cinema de Venècia en 1953 i van crear entre ambdues un destacat jardí que combinava les escultures de Herworth amb plantes exòtiques, perquè entre els interessos de Rainier va anar creixent una consciencia ecologista i naturalista.
Durant tota la seva vida es va sentir còmoda amb aquest aura de "vers lliure" en la música. No va acceptar influències de cap compositor, no va utilitzar l'escala tonal, no va ser enquadrada en cap corrent o escola acadèmica. Es diu que la seva obra és difícil d'interpretar i d'escoltar. Ella afirmava que només arquitectes i escultors podien entendre veritablement la seva música.
Un article de John Preston Amis, locutor, escriptor i reconegut com un dels millors crítics de música clàssica britànics, ho explica insuperablement:
| «                    | A risc de perdre un paràgraf deixa'm dir-te que si estiguessis escoltant una obra desconeguda en la ràdio i si et recorda en alguna mesura al Sibelius de la Quarta simfonia, al més remot o bàrbar Bartók, a l'Stravinski de la Dansa del Sacrifici de la Consagració de la Primavera i altres passatges rítmics extenuants, o el que podries suposar que és música zulú; si la seva composició semblés ser 5 per cent d'harmonia, 10 per cent de contrapunt, 10 per cent de melodia, 75 per cent de ritme i 0 per cent de manera convencional; i si et va cridar l'atenció per la seva audàcia i poder, i fins i tot (si aquesta és una primera audició) et va exacerbar una mica els nervis, llavors l'obra desconeguda podria ser de Priaulx Rainier. | » |
| — John Preston Amis, | |   |

En 1982 va rebre un Doctorat Honoris per la Universitat de Ciutat del Cap.

## Obra
- Tres epigrames grecs per a veu i piano, 1936.
- Quartet de corda nº  1 en do  menor, 1939.
- Sonata per viola, 1946.
- Barbaric Dance Suite per a piano, 1949.
- Suite per a clarinet i piano, 1943.
- Simfonia da camera, per a cordes, 1947.
- Aequora Lunae, suite orquestral, dedicada a Barbara Hepworth, 1949.
- Suite de ballet, 1950.
- Orpheus Sonnets, per a soprano, baríton, cor i orquestra, 1950.
- Cycle for Declamation, 1954.
- Requiem, sobre un poema de David Gascoyne, 1956.
- Phalaphala, 1961.
- Conciert per a violoncel, 1964.
- The Bee Oracles, sobre un poema d’Edith Sitwell (The Bee-Keeper), per a tenor, flauta, oboe, violí, violoncel i clavicèmbal, 1970.
- Quanta, quartet d’oboès, 1970
- Ploërmel, per a orquestra de vents i percussió, 1973.
- Due Canti e Finale, concert per a violí, encarregat per Yehudi Menuhin, 1977
- Concert per a vents i orquestra, 1981.
- Wildlife Celebration, encarregat per Yehudi Menuhin, 1984.